# Anima Mundi, Cidade do Vaticano
Anima Mundi (anteriormente conhecido como Museu Etnológico do Vaticano) é um museu de arte e artefatos etnológicos residente na Cidade do Vaticano. É parte dos Museus do Vaticano.

## História
O núcleo principal da coleção surgiu por meio da Exposição do Vaticano de 1925. A exposição foi instituída pelo Papa Pio XI; o suceso dela levou à criação do Museu Etnológico Missionário (Pontifico Museo Missionario-Etnologico) no Palácio de Latrão. Na formação do novo museu, Pio anunciou que “o amanhecer da fé entre os infiéis de hoje pode ser comparado ao amanhecer da fé que... iluminou a Roma pagã”.  O museu foi aberto ao público em 1927 e foi transferido para galerias modernas nos Museus do Vaticano em 1973.  
Wilhelm Schmidt foi o diretor inaugural do museu. 100 mil objetos foram enviados de todo o mundo para a exposição, 40 mil foram escolhidos por uma comissão liderada pelo diretor; Assim foi formado o núcleo da coleção original. Objetos adicionais foram provenientes do Museu Borgia de Propaganda Fide, que era a coleção do antiquário e cardeal Stefano Borgia do século XVIII. 
Em meados do ano de 2020, o acervo do museu ultrapassava 80.000 objetos e obras de arte. 
O museu foi reaberto em novembro de 2019 com o novo nome, Anima Mundi, que significa “alma do mundo”. O nome foi escolhido pelo Papa Francisco. O diretor do museu, padre Nicola Mapelli, explicou que o novo nome reflete a crença de que “quando expomos objetos, não exibimos uma realidade morta, mas algo que expressa o espírito de uma cultura através de sua arte”. A diretora dos Museus do Vaticano, Barbara Jatta, afirmou que o novo nome declarava que o museu é "...onde está a alma do mundo... Cada visitante pode encontrar pelo menos uma pequena parte de sua cultura, religião e identidade espiritual".
O museu foi redesenhado entre 2018 e 2020 pelo Studio Adrien Gardère e inaugurado em outubro de 2019 pelo Papa Francisco. Na inauguração, Francisco afirmou que “a transparência é um valor importante, especialmente numa instituição eclesial. Este tipo de instalação pretende colocá-los efetivamente em diálogo entre si. E como as obras de arte são a expressão do espírito dos povos, a mensagem recebida é que é preciso olhar sempre para cada cultura, para o outro, com abertura de espírito e benevolência."

## Coleções
Os primeiros objetos que entraram na coleção foram artefatos da era pré-colombiana enviados como presentes ao Papa Inocêncio XII em 1692. O acervo foi enriquecido com inúmeros objetos recebidos de missionários católicos no século XIX. Uma coleção notável do museu inclui objetos devocionais de Papua Nova Guiné coletados pelo Padre Franz J. Kirschbaum na década de 1920. A coleção também conta com 200 objetos de indígenas australianos, incluindo 10 postes funerários da Ilha Melville, nas Ilhas Tiwi, e escudos de madeira de Darwin, no Território do Norte da Austrália. 
A coleção varia de artefatos pré-históricos com mais de dois milhões de anos a objetos de civilizações africanas, nativas americanas, islâmicas, da Oceania e da Austrália, além de civilizações pré-colombianas. 
Os artefatos são exibidos de forma rotativa por razões de conservação. 

## Galeria

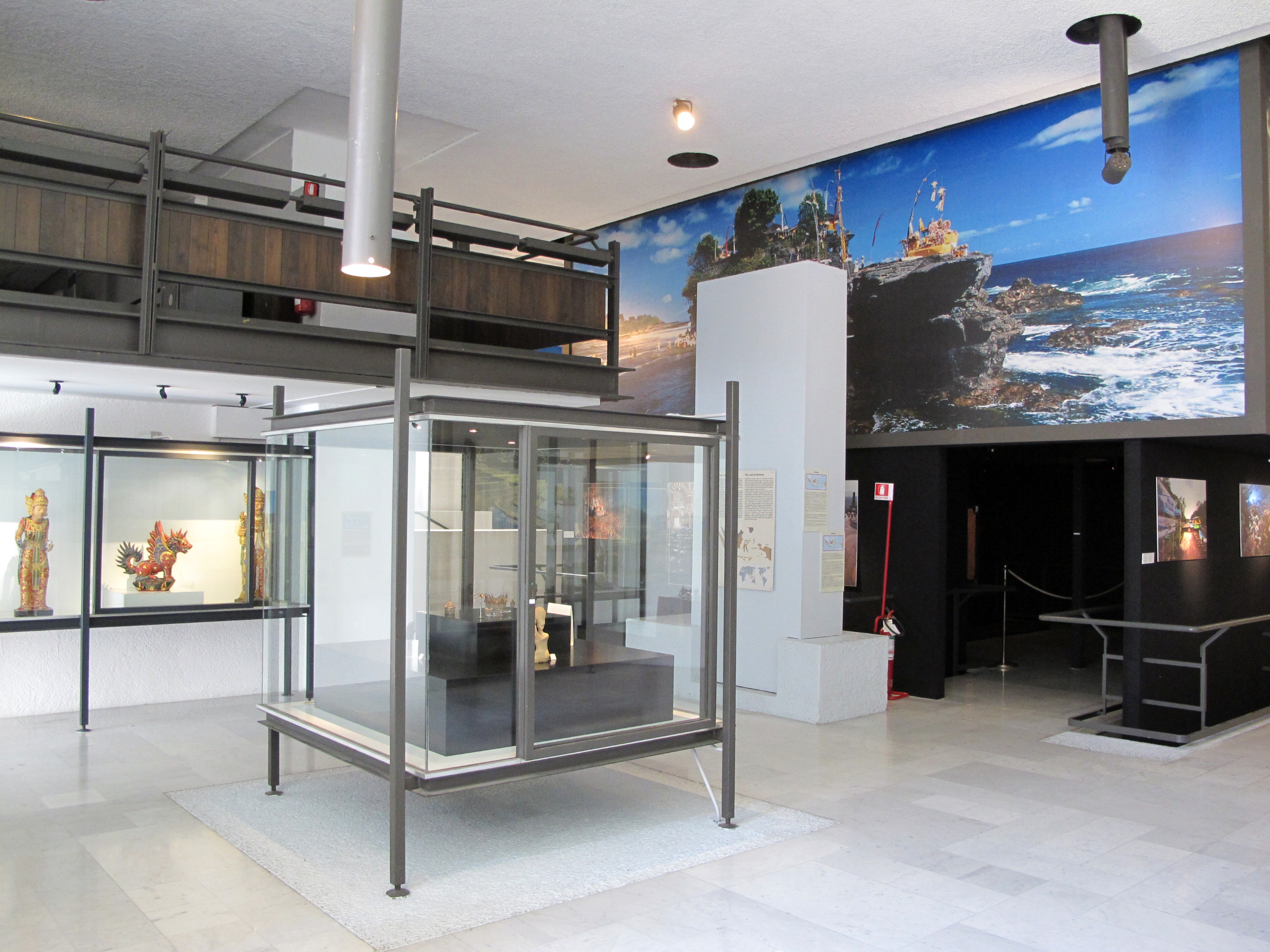
As galerias do Anima Mundi
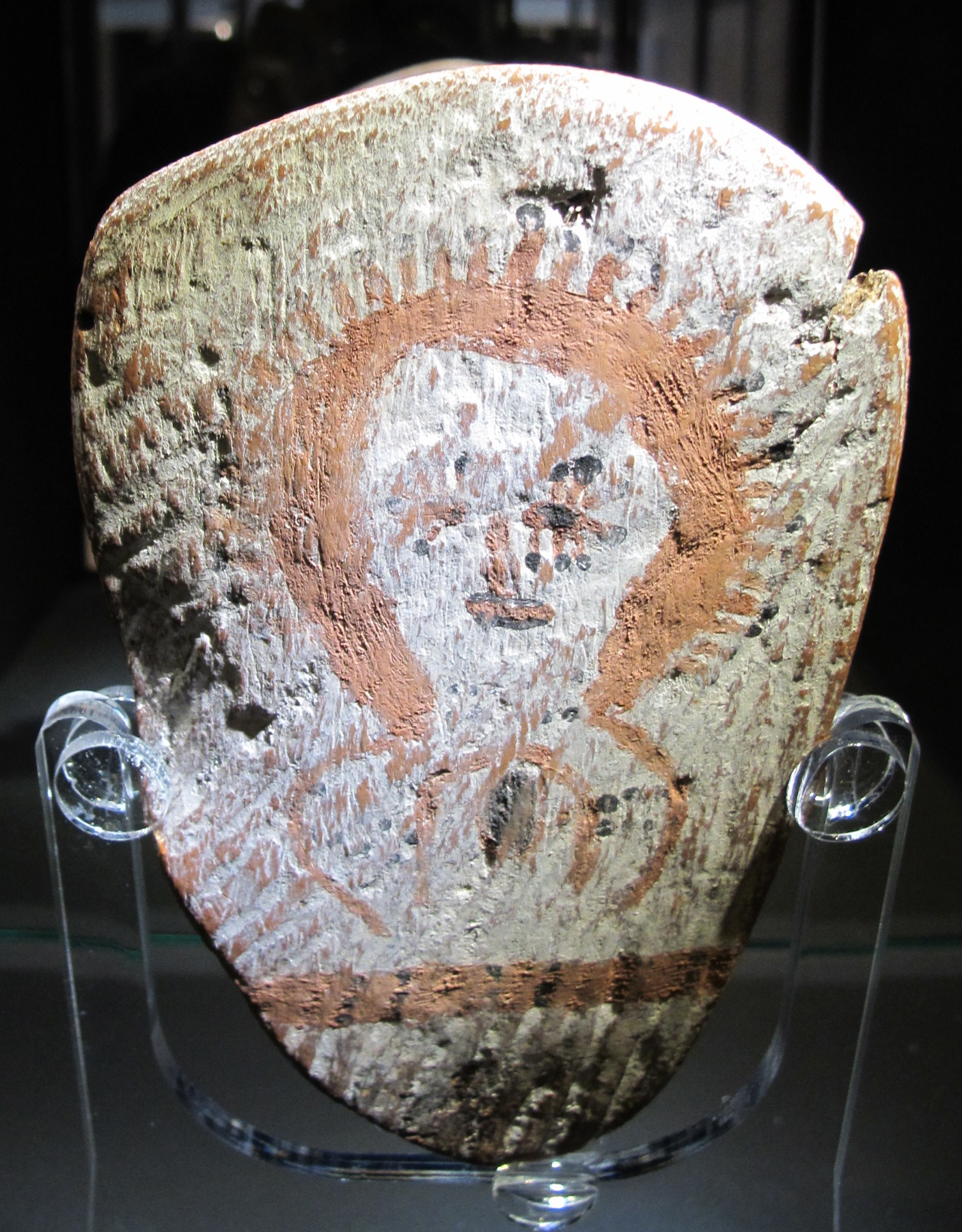
Representação deWandjinapor um artista da área de Walcott Inlet, Austrália Ocidental
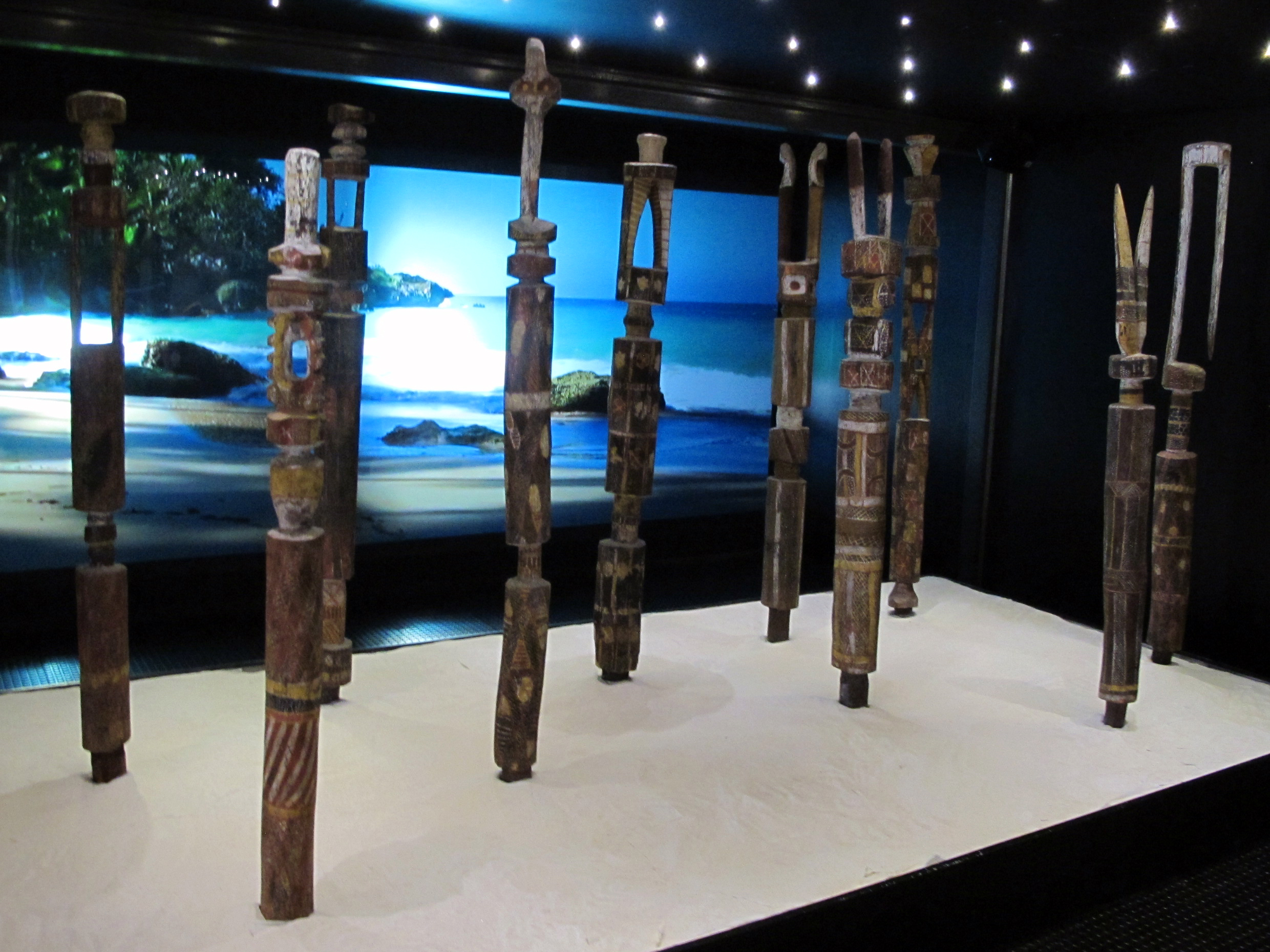
Postes funerários da Ilha Melville, Território do Norte, Austrália
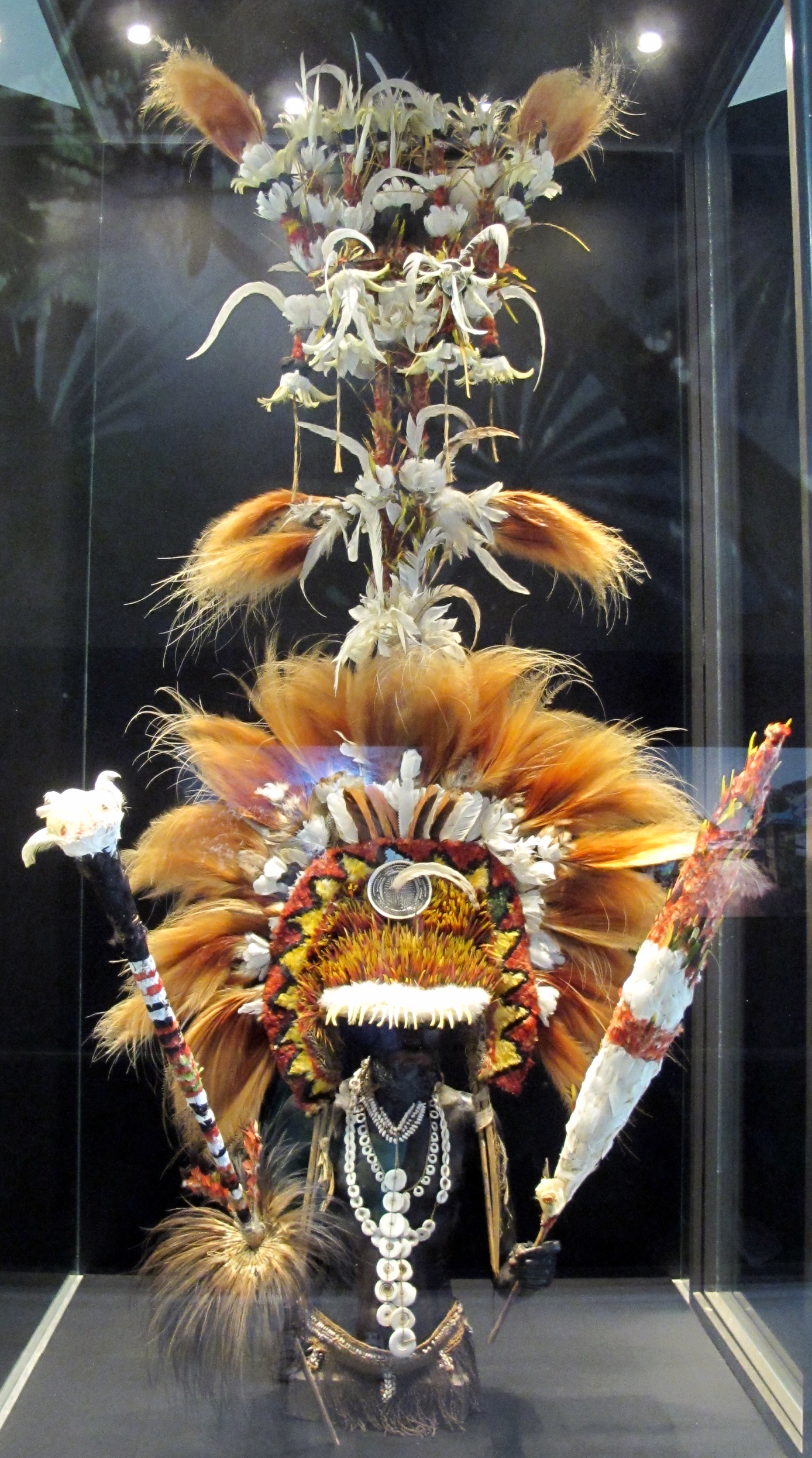
Equipamentos cerimoniais de Papua Nova Guiné
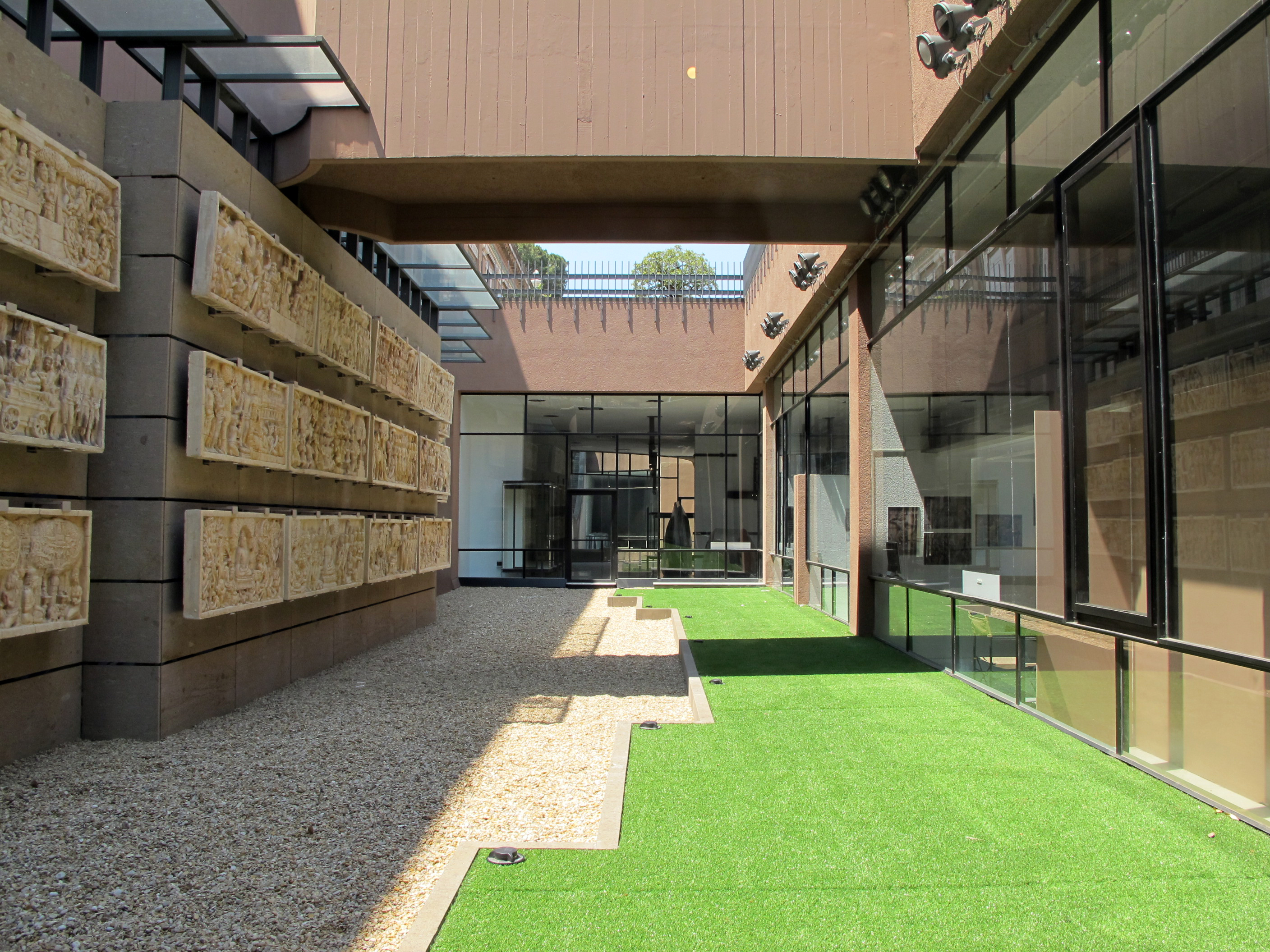
O exterior do Anima Mundi